# مساله‌ی وارون

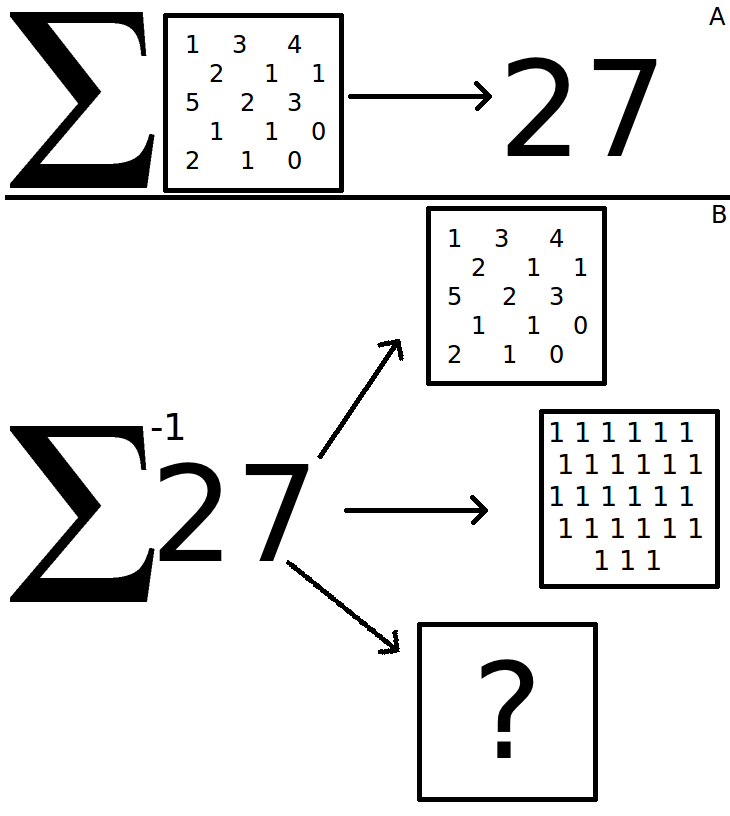
نمونه ای از مساله وارون

مساله‌های وارون (به انگلیسی: Inverse Problems) دسته‌ای از مسایل‌اند که از لحاظ ریاضی، یافتن پاسخ نهایی آن‌ها به وسیلهٔ روش‌های پیشین ممکن نیست.

## مدل عمومی
در بسیاری از کاربردها، مدلی از سیستم موجود بوده که ورودی سیستم را به خروجی آن مربوط می‌سازد:
Input → System → Output
به خصوص در اینجا، مساله‌های وارون خطی ای که بتوان آن‌ها را بشکل معادلات انتگرالی، به صورت زیر نوشت، مد نظر می‌باشند :
{\displaystyle \int _{\Delta }System\,\times Input\,d\Delta =Output}
معادله فوق کاملاً عمومی می‌باشد. یک نوع مسئله، تعیین خروجی به ازای داشتن مدل ریاضی سیستم و ورودی، می‌باشد – که اغلب این را به عنوان مسئله مستقیم (Forward Problem) در نظر می‌گیریم. حالت معکوس آن، یعنی تعیین ورودی سیستم به ازای داشتن اندازه گیریهای خارجی (خروجی) و مدلی ریاضی که ارتباط دهنده درون سیستم با اندازه گیری‌ها است، مسئله معکوس نامیده می‌شود.
اطلاعات به ناچار در روند مسایل مستقیم، حذف خواهند شد. جهت استخراج پاسخی پایدار برای چنین سیستم‌هایی می‌بایست آن بخشی از اطلاعات که حذف گردیده‌است را توسط روشی تخمین زد. این اطلاعات، دانش قبلی (a priori knowledge) از سیستم نامیده می‌شوند. انتخاب نوع اطلاعاتی که می‌بایست به سیستم اضافه گردد، در یافتن پاسخ صحیح سیستم بسیار حایز اهمیت می‌باشد.
الگوریتم‌هایی که در ارتباط با بدست آوردن پاسخ صحیح چنین سیستم‌هایی هستند، الگوریتم‌های تنظیم سازی [Regularization] نامیده می‌شوند.
اولین چیزی که این دانش قبلی از سیستم می‌بایست تأمین نماید، اطمینان از حذف اثر نویز می‌باشد. غالباً حذف نویز به راحتی با بیان دوباره سیستم به صورت یک مسئله جدید، پیاده‌سازی می‌گردد.